# Хыпста
Хыпста́ (абх. Хыԥсҭа) / Ахалсопели (груз. ახალსოფელი) — село в Абхазии, в Гудаутском районе частично признанной Республики Абхазия, согласно административному делению Грузии — в Гудаутском муниципалитете Абхазской Автономной Республики. Расположено к западу от райцентра Гудаута в равнинной зоне на побережье Чёрного моря в устье реки Хыпста. В советское время село называлось Ахалсопе́ли, в 1996 году правительством Республики Абхазии переименовано в Хыпста. Продолжает носить прежнее название согласно юрисдикции Грузии.
В административном отношении село является административным центром Хыпстинской сельской администрации (абх. Хыԥсҭа ақыҭа ахадара), в прошлом Ахалсопельского сельсовета.

## Географическое положение

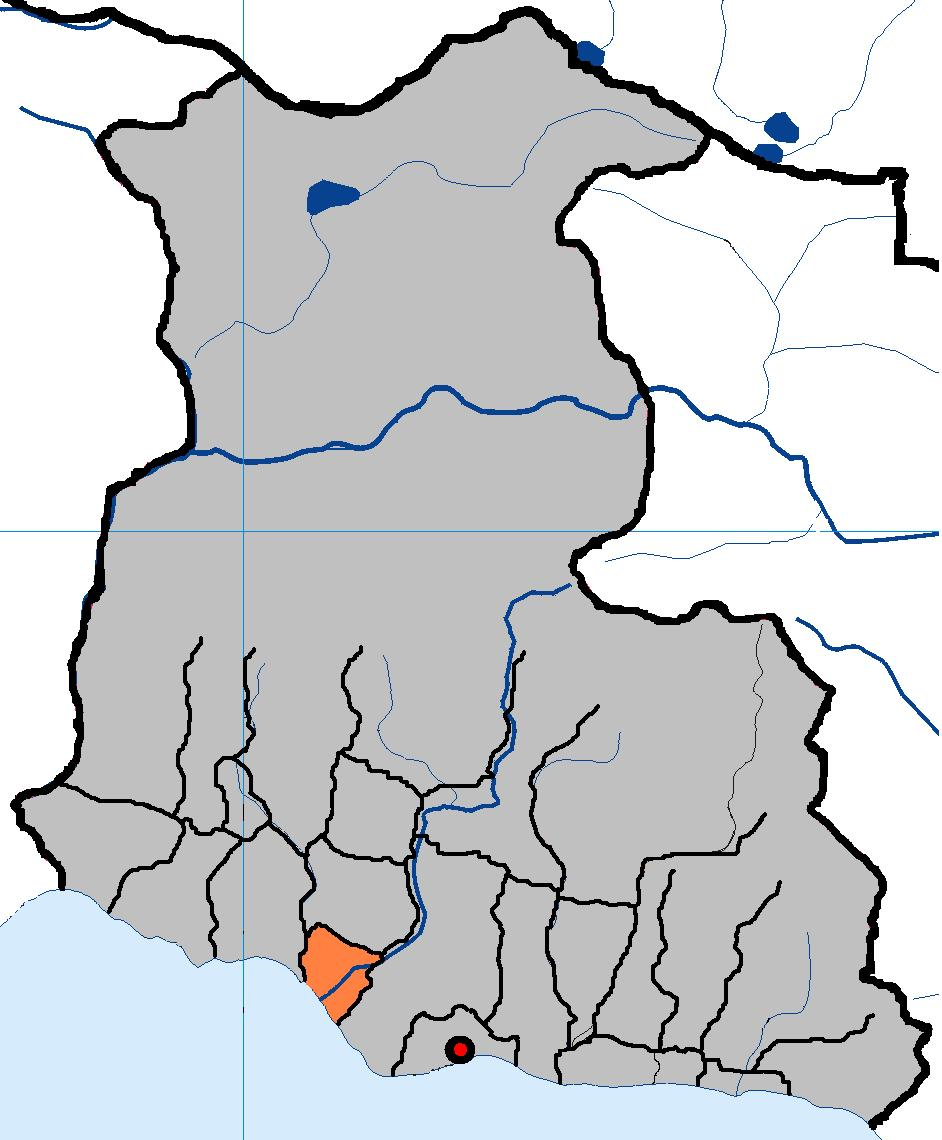

Расположено к западу от райцентра Гудаута в равнинной зоне на побережье Чёрного моря в устье реки Хыпста.
Село (администрация) Хыпста исторически включает 3 посёлка (абх. аҳабла), ранее входивших в состав сёл Лыхны и Звандрипш:
- Апшдны
- Ашыцра
- Бамбора

На севере Хыпста граничит с сёлами Звандрипш и Лыхны, на востоке — с селом Лыхны по реке Пшандра, на юге территория сельской администрации выходит к черноморскому побережью, на западе — с селом Мгудзырхуа по реке Мчишта.

## История
В 1996 году село Ахалсопели было переименовано в Хыпста. Последнее название было дано селу от протекающей по его территории одноимённой реки и не является историческим, так как территория села до 1944 года не представляла собой единой общины, а входила в состав двух соседних сёл.

## Население
По данным переписи 1959 года в селе Ахалсопели (Хыпста) жило 2533 человека, в основном грузины (в Ахали-Сопельском сельсовете в целом — столько же — 2533 человека, также в основном грузины). По данным переписи 1989 года население Ахалсопельского сельсовета составило 2992 человека, в том числе села Ахалсопели — столько же — 2992 человека, в основном грузины, а также абхазы. По данным переписи 2011 года численность населения сельского поселения (сельской администрации) Хыпста составила 1751 жителей, из них 88,4 % — абхазы (1548 человека), 5,7 % — грузины (мегрелы) (99 человек), 3,4 % — русские (60 человек), 0,3 % — армяне (5 человек), 0,3 % — украинцы (5 человек), 0,2 % — греки (3 человека), 1,8 % — другие (31 человек).
Село было образовано в 1944 году из части территории сёл Звандрипш (посёлок Апшдны) и Лыхны (посёлок Ашыцра). Село изначально было основано как переселенческое, и вскоре здесь расселяют выходцев из Западной Грузии, которые с тех пор и вплоть до 1992 года составляют абсолютное большинство населения села. Село получило грузинское название Ахалсопели, то есть «новое село». Доля абхазов в населении села весь советский период оставалась практически неизменной — около 20 %.
В ходе грузино-абхазской войны 1992—1993 годов далеко не всё грузинское население покинуло село. В настоящее время в Хыпста по-прежнему компактно расселены грузины, в основном люди преклонного возраста, вперемешку с абхазами.
| Год переписи | Число жителей | Этнический состав                                 |
| ------------ | ------------- | ------------------------------------------------- |
| 1959         | 2533          | абхазы (ок. 37 %); грузины (нет точных данных)    |
| 1989         | 2992          | грузины — 74 %; абхазы — 20 %                     |
| 2011         | 1751          | абхазы — 88,4 %; грузины — 5,7 %, русские — 3,4 % |

## Интересные факты
Село названо по названию реки Хыпста, берущей свое начало с Бзыпского хребта.
До 1992 года Ахалсопели было единственным селом в Гудаутском районе, где численно преобладало грузинское население. Хыпста — единственное село в современном Гудаутском районе, где имеется компактное грузинское население.
Многие жители села грузинской национальности участвовали в грузино-абхазской войне 1992—1993 на стороне Абхазии. Уроженец села Олег Чанба командовал ВВС Абхазии, погиб в бою и посмертно был удостоен звания Героя Абхазии.